# Zhao Yanmin
Zhao Yanmin (chiń. 赵艳敏; ur. 16 stycznia 1991) – chińska lekkoatletka specjalizująca się w biegach sprinterskich.
Zdobywczyni brązowego medalu w biegu na 400 metrów podczas mistrzostw Azji juniorów (2011). W 2013 została mistrzynią Azji na tym dystansie oraz sięgnęła po srebro w sztafecie 4 × 400 metrów.
Złota medalistka mistrzostw Chin oraz Chińskiej Olimpiady Narodowej.
Rekordy życiowe w biegu na 400 metrów: stadion – 52,15 (8 września 2013, Shenyang); hala – 54,99 (6 marca 2013, Nankin).

## Osiągnięcia
| Rok  | Impreza                   | Miejsce | Konkurencja             | Pozycja    | Wynik |
| ---- | ------------------------- | ------- | ----------------------- | ---------- | ----- |
| 2010 | Mistrzostwa Azji juniorów | Hanoi   | bieg na 400 metrów      | 3. miejsce | 55,03 |
| 2013 | Mistrzostwa Azji          | Pune    | bieg na 400 metrów      | 1. miejsce | 52,49 |
| 2013 | Mistrzostwa Azji          | Pune    | sztafeta 4 × 400 metrów | 2. miejsce | 52,49 |
| 2013 | Mistrzostwa świata        | Moskwa  | bieg na 400 metrów      | eliminacje | 54,03 |